# Hedj-hor
Hedj-hor was mogelijk een koning in proto-dynastiek Egypte.

## Vondsten
Een exacte chronologische positie van de farao is niet mogelijk. In de oostelijke Nijldelta is hij geattesteerd in Toera en in Abu Zeidan. Zijn naam wordt met en zonder Horusvalk geschreven.

## Naam
De naam is geschreven in een serech en er staan drie tekens in. Deze tekens werden traditioneel gelezen als Hedj (knotskop) vandaar de naam Hedj-hor.
Over de betekenis van de naam en de manier waarop het gelezen dient te worden bestaat nog enige discussie:
- Toby Wilkinson is onzeker over de manier waarop de naam moet worden gelezen, hij noemt hem koning A.[2]
- Jochem Kahl is ook onzeker en noemt de heerser: “Koning Trio”, dit vanwege de drie tekens in de serech.[3]
- Edwin van den Brink associeert de naam van de onderworpen heersers, zoals afgebeeld op het Narmerpalet, met het Gardiner-teken: M8 (sja).
- Wolfgang Helck meent weer een ander hiëroglief te herkennen en vertaald het als: “Oeasj” (W3sj).[4]
- Ludwig D. Morenz leest twee tekens en een speer in het midden en interpreteert het als Valk + Serech + drie-teken, een voorbeeld van koninklijke macht.[5]